# لافال (ماين)
لافال (بالفرنسية: Laval)‏ هي بلدة في غرب فرنسا، على بعد حوالي 300 كم (190 ميل) غرب-جنوب غرب باريس، وعاصمة إقليم ماين. كانت لافال قبل الثورة الفرنسية جزءا من مقاطعة مين، والتي انقسمت الآن بين إدارتين، ماين وسارت. ويسمى سكانها لافالوا. تقع بلدية لافال الأصلية، دون المنطقة العمرانية، في المرتبة 13 بين أكثر المدن سكانا في شمال غرب فرنسا والمرتبة 119 في فرنسا. 
لافال هي جزء من مقاطعة ماين التقليدية، وتقع أيضا على عتبة بريتاني وهي قريبة من نورماندي وأنجو. وبالتالي كان معقلا هاما في شمال غرب فرنسا خلال العصور الوسطى. أصبحت لافال مدينة خلال القرن الحادي عشر، وكان مهد بيت لافال، إحدى أقوى الأسر في مين وبريتاني. رعى كونتات لافال صناعة الغزل والنسيج حوالي القرن الثالث عشر وجعلوا لافال مركزا هاما للنهضة الفرنسية بعد قرن من الزمان. ظلت صناعة الكتان هي النشاط الرئيسي في لافال حتى القرن العشرين، عندما أصبحت صناعة الحليب أكثر ربحية.
تطورت مدينة لافال حول نتوء صخري والذي بنيت عليه القلعة، وعلى طول نهر ماين. منطقة لافال الحضرية هي مركز اقتصادي صغير في غرب فرنسا، وهي نشطة في القطاع الصناعي وإنتاج الألبان والإلكترونيات والمواد الكيميائية. لافال موجهة اقتصاديا نحو رين، العاصمة الإدارية لمنطقة بريتاني، وتقع على بعد 80 كيلومترا فقط (50 ميلا) غرب لافال.
تغطي منطقة لافال الأصلية 34.2 كيلومتر مربع (13.2 ميل مربع) ويبلغ عدد سكانها 51,182 نسمة،  في حين يعيش حوالي 120,000 في المنطقة العمرانية.  وتتألف رابطة لافال أغلوميراتيون من 20 بلدية تغطي 433 كيلومترا مربعا (167 ميلا مربعا) ويبلغ عدد سكانها 95,000 نسمة.
لافال معروفة بكونها مسقط رأس هنري روسو، رسام فطري كبير، والبلدة لديها متحف مخصص له وغيره من فناني الفطرة. تتمتع لافال أيضا بتراث معماري كبير بقلعتها وأجزاء من جدران المدينة، والمنازل من القرون الوسطى، والجسور القديمة والكنائس.

## معرض صور

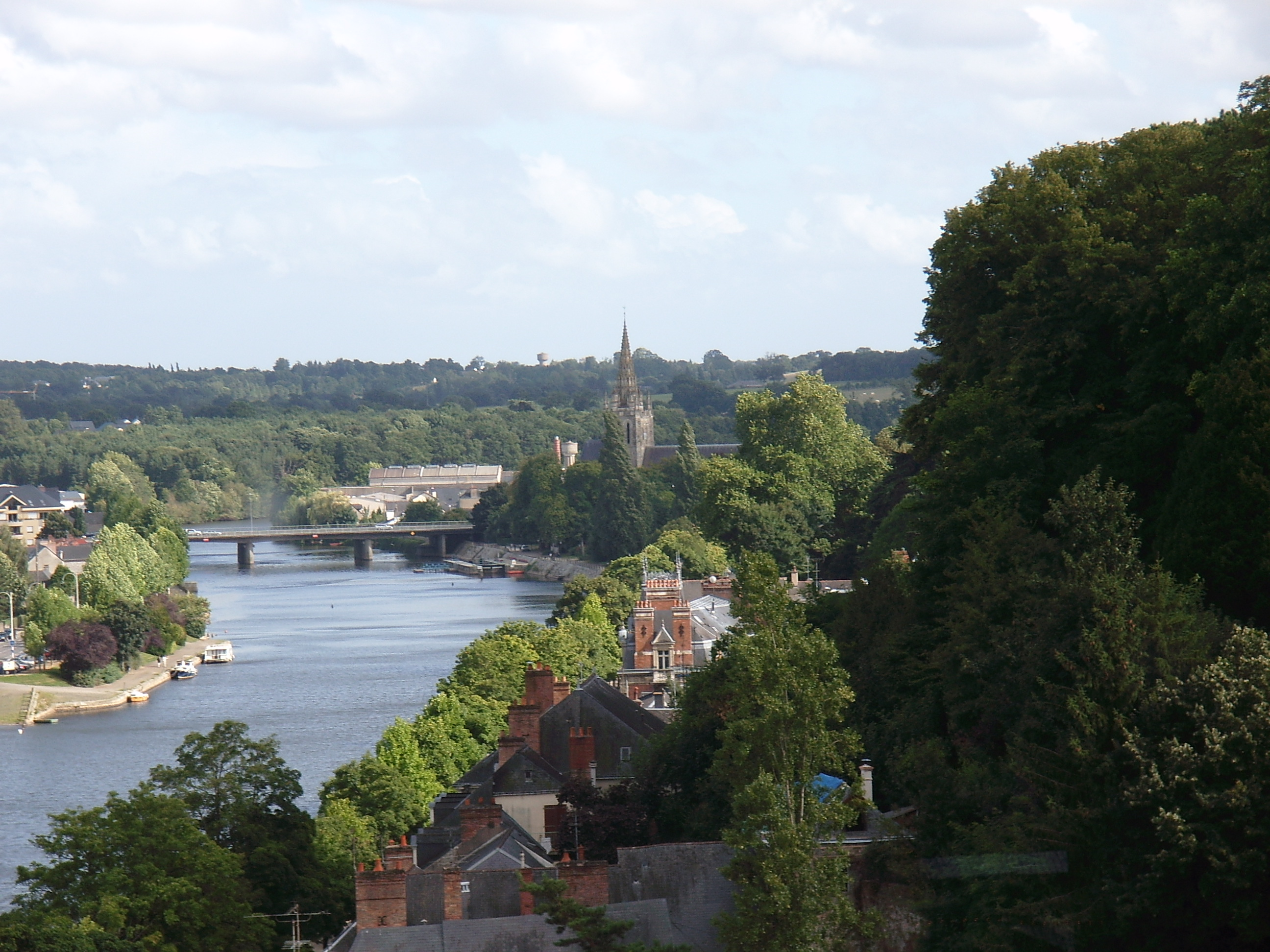
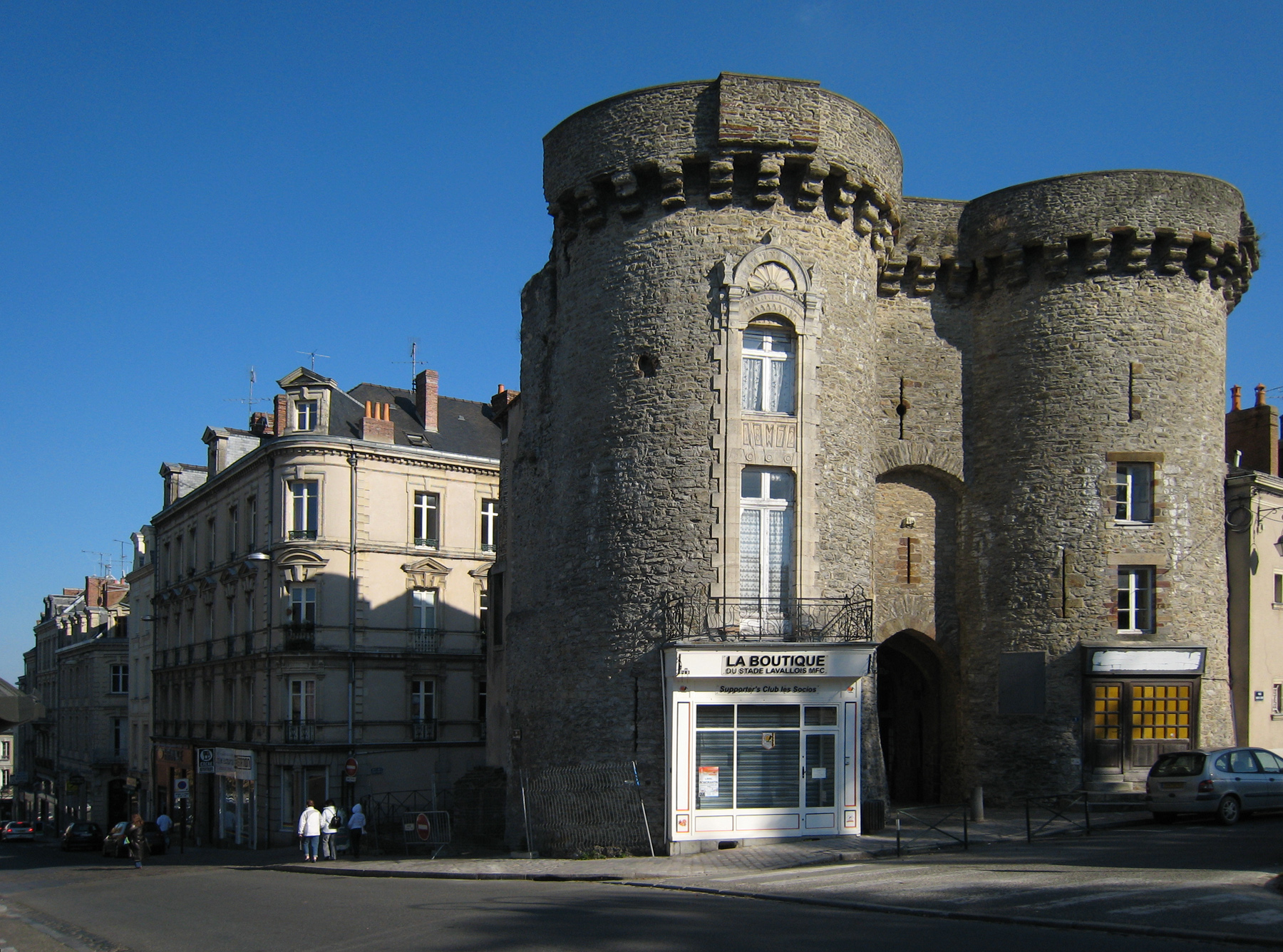
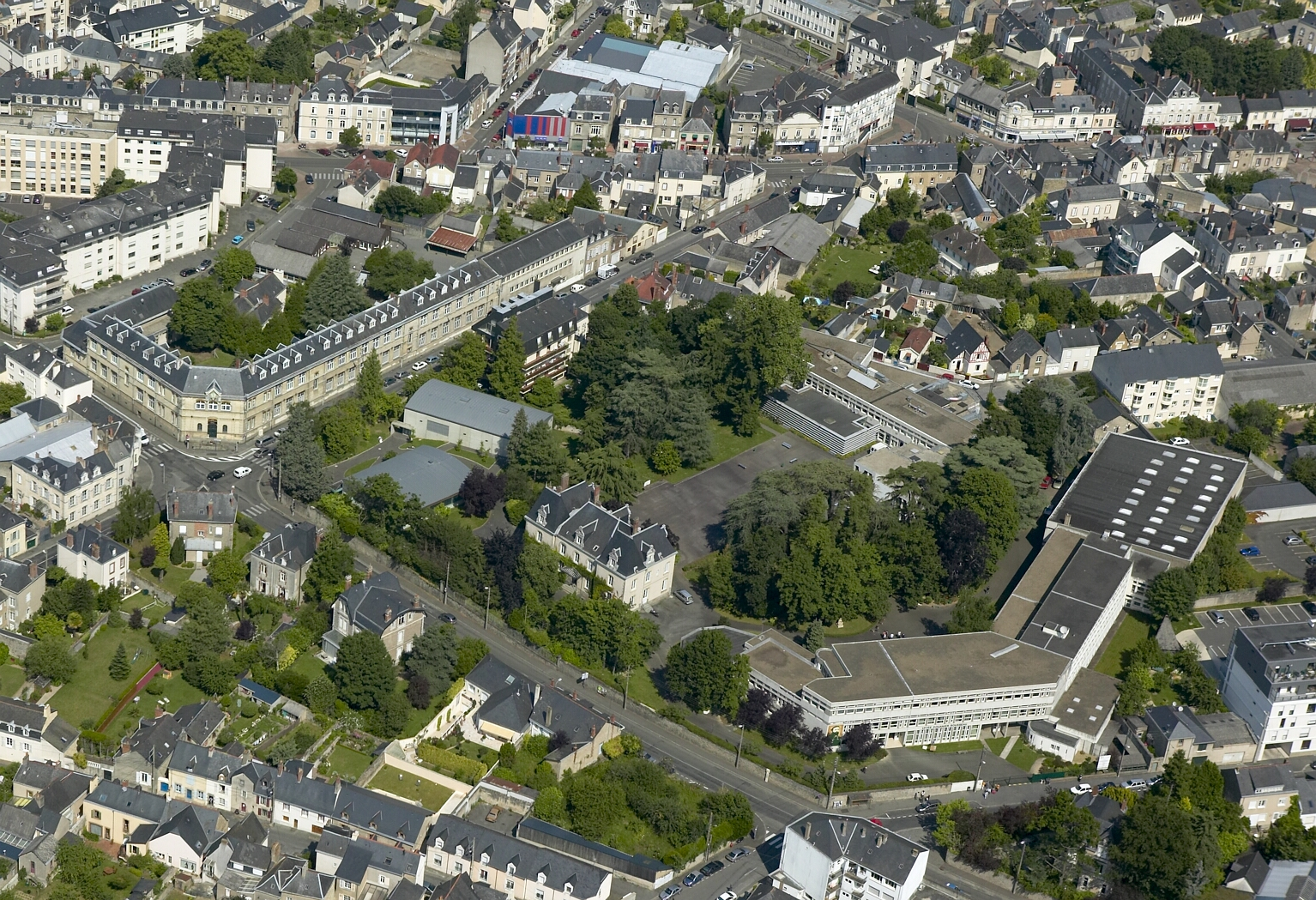